# 9JKL
9JKL é uma série de televisão de comédia americana criada e executada por Dana Klein e Mark Feuerstein, vagamente baseada na vida do casal, que é casado na vida real.  A série estreou em 2 de outubro de 2017. É estrelada por Feuerstein, Linda Lavin, David Walton, Elliott Gould e Liza Lapira.
Em 12 de maio de 2018, a CBS cancelou a série após uma temporada.

## Premissa
Josh Roberts, um ator divorciado cuja série de TV foi cancelada recentemente, volta para Nova York e vive no apartamento 9K. Sua família mora em apartamentos adjacentes: seus pais moram no 9J, enquanto o irmão, a cunhada e o bebê recém-nascido moram no 9L. Essa situação única leva Josh a tentar estabelecer limites ao se reconectar com os membros de sua família.
A série é vagamente baseado nas experiências de Feuerstein enquanto filmava a série Royal Pains da USA Network; na vida real, porém, Feuerstein morava com sua esposa, a produtora executiva de 9JKL, Dana Klein, enquanto morava ao lado de sua própria família.

## Elenco

### Principais
- Mark Feuerstein como Josh Roberts
- Elliott Gould as Harry Roberts
- Linda Lavin como Judy Roberts
- Liza Lapira como Eve Roberts
- David Walton como Andrew Roberts
- Albert Tsai como Ian
- Matt Murray como Nick

### Recorrente
- Tone Bell como Luke

### Convidados
- Robert Costanzo as Massimo
- Brooke D'Orsay como Natalie
- Paul Feig como ele mesmo
- Phil Morris como Dr. Starnes
- Christina Pickles como Lenore
- Michael Showalter como Walter Michaelson
- Lois Smith como Wrong Nana
- Fred Willard como Dick
- Cheri Oteri como Patty Partridge

## Recepção
O site agregador de críticas Rotten Tomatoes relatou uma taxa de aprovação de 13% com base em 15 avaliações. O Metacritic, que usa uma média ponderada, atribuiu uma pontuação de 37 em 100, com base em 10 críticos, indicando "avaliações geralmente desfavoráveis".